# Giải vô địch bóng đá trẻ châu Á 1973
Giải vô địch bóng đá trẻ châu Á 1973 diễn ra tại Tehran, Iran.

## Địa điểm
| Tehran                | Tehran                |
| --------------------- | --------------------- |
| Sân vận động Amjadieh | Sân vận động Aryamehr |
| Sức chứa: 30,000      | Sức chứa: 100,000     |
|                       |                       |

## Vòng bảng

### Bảng A
| VT | Đội      | ST | T | H | B | BT | BB | HS | Đ |
| -- | -------- | -- | - | - | - | -- | -- | -- | - |
| 1  | Liban    | 3  | 1 | 2 | 0 | 2  | 0  | +2 | 4 |
| 2  | Hàn Quốc | 3  | 1 | 2 | 0 | 1  | 0  | +1 | 4 |
| 3  | Ấn Độ    | 3  | 0 | 2 | 1 | 1  | 2  | −1 | 2 |
| 4  | Bahrain  | 3  | 0 | 2 | 1 | 1  | 3  | −2 | 2 |

| 14 tháng 4 | Hàn Quốc | 0–0 | Bahrain |
| 14 tháng 4 | Liban    | 0–0 | Ấn Độ   |
| 16 tháng 4 | Ấn Độ    | 1–1 | Bahrain |
| 16 tháng 4 | Hàn Quốc | 0–0 | Liban   |
| 18 tháng 4 | Liban    | 2–0 | Bahrain |
| 20 tháng 4 | Hàn Quốc | 1–0 | Ấn Độ   |

### Bảng B
| VT | Đội         | ST | T | H | B | BT | BB | HS  | Đ |
| -- | ----------- | -- | - | - | - | -- | -- | --- | - |
| 1  | Miến Điện   | 3  | 3 | 0 | 0 | 8  | 2  | +6  | 6 |
| 2  | Ả Rập Xê Út | 3  | 2 | 0 | 1 | 4  | 4  | 0   | 4 |
| 3  | Indonesia   | 3  | 1 | 0 | 2 | 10 | 5  | +5  | 2 |
| 4  | Pakistan    | 3  | 0 | 0 | 3 | 1  | 12 | −11 | 0 |

| 15 tháng 4 | Miến Điện   | 3–2 | Indonesia   |
| 15 tháng 4 | Ả Rập Xê Út | 2–1 | Pakistan    |
| 18 tháng 4 | Indonesia   | 7–0 | Pakistan    |
| 18 tháng 4 | Miến Điện   | 2–0 | Ả Rập Xê Út |
| 20 tháng 4 | Miến Điện   | 3–0 | Pakistan    |
| 21 tháng 4 | Ả Rập Xê Út | 2–1 | Indonesia   |

### Bảng C
| VT | Đội       | ST | T | H | B | BT | BB | HS | Đ |
| -- | --------- | -- | - | - | - | -- | -- | -- | - |
| 1  | Thái Lan  | 2  | 1 | 0 | 1 | 5  | 2  | +3 | 2 |
| 2  | Singapore | 2  | 1 | 0 | 1 | 2  | 3  | −1 | 2 |
| 3  | Hồng Kông | 2  | 1 | 0 | 1 | 2  | 4  | −2 | 2 |

| 17 tháng 4 | Thái Lan  | 4–0 | Hồng Kông |
| 20 tháng 4 | Singapore | 2–1 | Thái Lan  |
| 21 tháng 4 | Hồng Kông | 2–0 | Singapore |

### Bảng D
| VT | Đội      | ST | T | H | B | BT | BB | HS | Đ |
| -- | -------- | -- | - | - | - | -- | -- | -- | - |
| 1  | Iran     | 2  | 2 | 0 | 0 | 6  | 1  | +5 | 4 |
| 2  | Nhật Bản | 2  | 0 | 1 | 1 | 2  | 4  | −2 | 1 |
| 3  | Malaysia | 2  | 0 | 1 | 1 | 3  | 6  | −3 | 1 |

| 13 tháng 4 | Iran     | 2–0 | Nhật Bản |
| 16 tháng 4 | Malaysia | 2–2 | Nhật Bản |
| 20 tháng 4 | Iran     | 4–1 | Malaysia |

## Tứ kết
| Hàn Quốc | 1 – 0 | Miến Điện |
| -------- | ----- | --------- |
|          |       |           |

| Ả Rập Xê Út | 1 – 1 (8 – 7 p.đ.) | Liban |
| ----------- | ------------------ | ----- |
|             |                    |       |

| Iran | 1 – 0 | Singapore |
| ---- | ----- | --------- |
|      |       |           |

| Nhật Bản | 0 – 0 (5 – 3 p.đ.) | Thái Lan |
| -------- | ------------------ | -------- |
|          |                    |          |

## Bán kết
| Nhật Bản | 3 – 0 | Ả Rập Xê Út |
| -------- | ----- | ----------- |
|          |       |             |

| Iran | 1 – 0 | Hàn Quốc |
| ---- | ----- | -------- |
|      |       |          |

## Tranh hạng ba
| Hàn Quốc | 3 – 0 | Ả Rập Xê Út |
| -------- | ----- | ----------- |
|          |       |             |

## Chung kết
| Iran | 2 – 0 | Nhật Bản |
| ---- | ----- | -------- |
|      |       |          |

| Giải vô địch bóng đá trẻ châu Á 1973 |
| ------------------------------------ |
| · Iran · Lần đầu tiên                |